# 9e étape du Tour de France 2010
Pour un article plus général, voir Tour de France 2010.
La 9e étape du Tour de France 2010 s'est déroulée le mardi 13 juillet 2010 entre Morzine-Avoriaz et Saint-Jean-de-Maurienne sur 204,5 km. L'étape a lieu au lendemain de la première journée de repos. La victoire est revenue au Français Sandy Casar (FDJ). Le Luxembourgeois Andy Schleck s'empare du maillot jaune.

## Parcours de l'étape
Cette étape est la deuxième étape alpestre, deux jours après celle arrivant à Avoriaz et au lendemain de la journée de repos. Le départ est donné à Morzine et l'arrivée est située à Saint-Jean-de-Maurienne, après 204,5 km de course. Après avoir descendu la route des Grandes Alpes, les coureurs passent une première côte de quatrième catégorie à Châtillon-sur-Cluses (km 18,5) arrivent à Cluses où se situe le premier sprint intermédiaire. Trois difficultés se succèdent dans les 75 kilomètres qui suivent : le col de la Colombière (1re catégorie), le col des Aravis (2e catégorie) et le col des Saisies (1re catégorie). La descente de ce dernier amène la course à Albertville. La tracé remonte le cours de l'Isère pour ensuite grimper vers le col de la Madeleine. Cette difficulté hors-catégorie s'élève à 2 000 mètres d'altitude après 25,5 km de montée à 6,2 %. La fin d'étape descend vers la Maurienne et Saint-Jean-de-Maurienne où se trouve la ligne d'arrivée.

## La course
Au km 3, Anthony Charteau (BBox Bouygues Telecom) attaque. Il est suivi par Jens Voigt (Team Saxo Bank), Sandy Casar (FDJ), Rinaldo Nocentini (AG2R La Mondiale), Thor Hushovd (Cervélo TestTeam), Jérôme Pineau (Quick Step), Johannes Fröhlinger (Team Milram), Cyril Gautier (BBox Bouygues Telecom), Luis León Sánchez, José Iván Gutiérrez et Christophe Moreau (Caisse d'Épargne). Hushovd prend 6 points au premier sprint intermédiaire. Il chute cependant dans l'ascension vers le col de la Colombière. Dans le peloton, Alexandre Vinokourov (Astana) tente de sortir. Sylvain Chavanel (Quick Step) et Christopher Horner (Team RadioShack) le suivent. Mais le peloton veille, et l'entreprise ne fait pas long feu. D'autres coureurs vont également s'y essayer, mais seuls Damiano Cunego (Lampre-Farnese) et Rein Taaramäe (Cofidis) parviennent à s'extirper du peloton. Au sommet, le duo pointe à 45 secondes, et le peloton à 3 minutes et 35 secondes. Une fois la jonction effectuée au km 60, on retrouve donc 12 hommes dans l'échappée.
Dans le groupe de tête, pendant que les Caisse d'Épargne assument la plus grosse part du travail, Jérôme Pineau, Anthony Charteau et Christophe Moreau, crédités respectivement au départ de l'étape de 44, 14 et 1 points, se battent pour le maillot à pois. Après les quatre premières ascensions, Pineau a pris 41 points supplémentaires, Charteau 31 et Moreau 37.
Dans le col de la Madeleine, Pineau, Taaramäe et Fröhlinger sont très vite lâchés. Dans le peloton, une sélection par l'arrière très sévère s'opère, de sorte qu'il ne reste plus qu'une trentaine de coureurs dans le groupe des favoris dès le premier quart de l'ascension. Alors, Alexandre Vinokourov attaque. À 15 km du sommet, le peloton, dans lequel quelques coureurs parviennent à recoller, est toujours à 5 minutes des hommes de tête. Devant, Vinokourov reprend les premiers lâchés de l'échappée matinale, où Nocentini craque à son tour, et, surtout, fait le trou sur le groupe maillot jaune et prend une minute d'avance. L'équipe Team Saxo Bank prend alors les commandes du groupe, avec Jakob Fuglsang. Le leader du classement général Cadel Evans (BMC Racing) va alors perdre ses deux derniers coéquipiers, Mauro Santambrogio et Steve Morabito. Michael Rogers (Team HTC-Columbia), Christophe Le Mével (FDJ), Ryder Hesjedal (Garmin-Transitions) et Carlos Sastre (Cervélo TestTeam) craquent également. Dans le groupe de tête, Jens Voigt est lâché, ainsi que José Ivan Gutierrez. À un peu moins de 9 km du sommet, les Astana accélèrent le rythme du groupe, faisant ainsi craquer Cadel Evans. Luis León Sánchez, Anthony Charteau et Damiano Cunego sont alors les seuls rescapés de l'échappée, tandis que Vinokourov est repris.
Daniel Navarro va continuer le travail de sape, avant qu'Alberto Contador, son leader, et Andy Schleck (Team Saxo Bank) ne s'isolent. Ce dernier attaque à plusieurs reprises, mais ne parvient pas à lâcher Contador. Les deux favoris du Tour vont collaborer afin de distancer leurs rivaux. Samuel Sánchez (Euskaltel-Euskadi) est juste derrière. Ensuite, on retrouve un groupe comprenant Denis Menchov, Robert Gesink (Rabobank), Levi Leipheimer (Team RadioShack) et Joaquim Rodríguez (Team Katusha). Lance Armstrong (Team RadioShack), Jurgen Van den Broeck (Omega Pharma-Lotto), Ivan Basso (Liquigas-Doimo), Alexandre Vinokourov, Daniel Navarro (Astana), Kevin De Weert (Quick Step), Rubén Plaza (Euskaltel-Euskadi) et Damien Monier (Cofidis) sont encore plus loin. Bradley Wiggins (Team Sky) a cédé encore plus de terrain. Cadel Evans perd plus de 5 minutes dans la montée.
Au sommet, Charteau passe en tête, s'emparant ainsi du maillot à pois (à égalité avec Pineau), devant Luis León Sánchez, Cunego et Casar, revenu peu avant le sommet. Voigt fournit un gros travail, mais lâche dans les derniers mètres de l'ascension, laissant ainsi les deux favoris de nouveau seuls. Ces derniers ne baissent pas le rythme dans la descente, reprenant même Moreau. Le trio fait la jonction sous la flamme rouge. Sandy Casar lance le sprint à 250 m de la ligne et remporte l'étape, devant Luis León Sánchez et Damiano Cunego. Andy Schleck conforte son maillot blanc et, surtout, s'empare du maillot jaune, 41 secondes devant Alberto Contador. Derrière, les écarts commencent à être importants, puisque Samuel Sánchez et Denis Menchov sont respectivement troisième et quatrième à 2 minutes 45 et 2 minutes 58.

## Sprints intermédiaires
| Premier   | Thor Hushovd        | 6 pts. |
| Deuxième  | Johannes Fröhlinger | 4 pts. |
| Troisième | Jens Voigt          | 2 pts. |

| Premier   | José Iván Gutiérrez | 6 pts. |
| Deuxième  | Sandy Casar         | 4 pts. |
| Troisième | Christophe Moreau   | 2 pts. |

## Côtes
| Premier   | Jérôme Pineau    | 3 pts |
| Deuxième  | Jens Voigt       | 2 pts |
| Troisième | Anthony Charteau | 1 pt  |

| Premier   | Christophe Moreau   | 15 pts |
| Deuxième  | Jérôme Pineau       | 13 pts |
| Troisième | Anthony Charteau    | 11 pt  |
| Quatrième | Sandy Casar         | 9 pts  |
| Cinquième | Luis León Sánchez   | 8 pts  |
| Sixième   | Cyril Gautier       | 7 pts  |
| Septième  | Jens Voigt          | 6 pts  |
| Huitième  | José Iván Gutiérrez | 5 pts  |

| Premier   | Jérôme Pineau     | 10 pts |
| Deuxième  | Christophe Moreau | 9 pts  |
| Troisième | Anthony Charteau  | 8 pts  |
| Quatrième | Damiano Cunego    | 7 pts  |
| Cinquième | Sandy Casar       | 6 pts  |
| Sixième   | Cyril Gautier     | 5 pts  |

| Premier   | Jérôme Pineau       | 15 pts |
| Deuxième  | Christophe Moreau   | 13 pts |
| Troisième | Anthony Charteau    | 11 pts |
| Quatrième | Damiano Cunego      | 9 pts  |
| Cinquième | Jens Voigt          | 8 pts  |
| Sixième   | Luis León Sánchez   | 7 pts  |
| Septième  | Johannes Fröhlinger | 6 pts  |
| Huitième  | Cyril Gautier       | 5 pts  |

| - 5. Col de la Madeleine, hors-catégorie (kilomètre 172,5) \| Premier \| Anthony Charteau \| 40 pts \| \| Deuxième \| Damiano Cunego \| 36 pts \| \| Troisième \| Luis León Sánchez \| 32 pts \| \| Quatrième \| Sandy Casar \| 28 pts \| \| Cinquième \| Christophe Moreau \| 24 pts \| \| Sixième \| Andy Schleck \| 20 pts \| \| Septième \| Alberto Contador \| 16 pts \| \| Huitième \| Samuel Sánchez \| 14 pts \| \| Neuvième \| Jens Voigt \| 12 pts \| \| Dixième \| Robert Gesink \| 10 pts \| |                   |        |
| Premier | Anthony Charteau  | 40 pts |
| Deuxième | Damiano Cunego    | 36 pts |
| Troisième | Luis León Sánchez | 32 pts |
| Quatrième | Sandy Casar       | 28 pts |
| Cinquième | Christophe Moreau | 24 pts |
| Sixième | Andy Schleck      | 20 pts |
| Septième | Alberto Contador  | 16 pts |
| Huitième | Samuel Sánchez    | 14 pts |
| Neuvième | Jens Voigt        | 12 pts |
| Dixième | Robert Gesink     | 10 pts |

## Classement de l'étape
| Classement de la 9e étape | Classement de la 9e étape | Classement de la 9e étape | Classement de la 9e étape | Classement de la 9e étape |
|                           | Coureur                   | Pays                      | Équipe                    | Temps                     |
| ------------------------- | ------------------------- | ------------------------- | ------------------------- | ------------------------- |
| 1er                       | Sandy Casar               | FRA                       | FDJ                       | en 5 h 38 min 10 s        |
| 2e                        | Luis León Sánchez         | ESP                       | Caisse d'Épargne          | m.t.                      |
| 3e                        | Damiano Cunego            | ITA                       | Lampre-Farnese            | m.t.                      |
| 4e                        | Christophe Moreau         | FRA                       | Caisse d'Épargne          | + 2 s                     |
| 5e                        | Anthony Charteau          | FRA                       | BBox Bouygues Telecom     | + 2 s                     |
| 6e                        | Alberto Contador          | ESP                       | Astana                    | + 2 s                     |
| 7e                        | Andy Schleck              | LUX                       | Team Saxo Bank            | + 2 s                     |
| 8e                        | Samuel Sánchez            | ESP                       | Euskaltel-Euskadi         | + 52 s                    |
| 9e                        | Joaquim Rodríguez         | ESP                       | Team Katusha              | + 2 min 7 s               |
| 10e                       | Levi Leipheimer           | USA                       | Team RadioShack           | + 2 min 7 s               |
| modifier                  |                           |                           |                           |                           |

## Classement général
| Classement général à la 9e étape | Classement général à la 9e étape | Classement général à la 9e étape | Classement général à la 9e étape | Classement général à la 9e étape |
|                                  | Coureur                          | Pays                             | Équipe                           | Temps                            |
| -------------------------------- | -------------------------------- | -------------------------------- | -------------------------------- | -------------------------------- |
| 1er                              | Andy Schleck                     | LUX                              | Team Saxo Bank                   | en 43 h 35 min 41 s              |
| 2e                               | Alberto Contador                 | ESP                              | Astana                           | + 41 s                           |
| 3e                               | Samuel Sánchez                   | ESP                              | Euskaltel-Euskadi                | + 2 min 45 s                     |
| 4e                               | Denis Menchov                    | RUS                              | Rabobank                         | + 2 min 58 s                     |
| 5e                               | Jurgen Van den Broeck            | BEL                              | Omega Pharma-Lotto               | + 3 min 31 s                     |
| 6e                               | Levi Leipheimer                  | USA                              | Team RadioShack                  | + 3 min 59 s                     |
| 7e                               | Robert Gesink                    | NED                              | Rabobank                         | + 4 min 22 s                     |
| 8e                               | Luis León Sánchez                | ESP                              | Caisse d'Épargne                 | + 4 min 41 s                     |
| 9e                               | Joaquim Rodríguez                | ESP                              | Team Katusha                     | + 5 min 8 s                      |
| 10e                              | Ivan Basso                       | ITA                              | Liquigas-Doimo                   | + 5 min 9 s                      |
| modifier                         |                                  |                                  |                                  |                                  |

## Classements annexes

### Classement par points
| Classement par points | Classement par points | Classement par points | Classement par points | Classement par points |
| --------------------- | --------------------- | --------------------- | --------------------- | --------------------- |
|                       | Coureur               | Pays                  | Équipe                | Point(s)              |
| 1er                   | Thor Hushovd          | NOR                   | Cervélo TestTeam      | 124 points            |
| 2e                    | Alessandro Petacchi   | ITA                   | Lampre-Farnese        | 114 pts               |
| 3e                    | Robbie McEwen         | AUS                   | Team Katusha          | 105 pts               |
| modifier              |                       |                       |                       |                       |

### Classement du meilleur grimpeur
| Classement du meilleur grimpeur | Classement du meilleur grimpeur | Classement du meilleur grimpeur | Classement du meilleur grimpeur | Classement du meilleur grimpeur |
| ------------------------------- | ------------------------------- | ------------------------------- | ------------------------------- | ------------------------------- |
|                                 | Coureur                         | Pays                            | Équipe                          | Point(s)                        |
| 1er                             | Anthony Charteau                | FRA                             | BBox Bouygues Telecom           | 85 points                       |
| 2e                              | Jérôme Pineau                   | FRA                             | Quick Step                      | 85 pts                          |
| 3e                              | Christophe Moreau               | FRA                             | Caisse d'Épargne                | 62 pts                          |
| modifier                        |                                 |                                 |                                 |                                 |

### Classement du meilleur jeune
| Classement général du meilleur jeune | Classement général du meilleur jeune | Classement général du meilleur jeune | Classement général du meilleur jeune | Classement général du meilleur jeune |
|                                      | Coureur                              | Pays                                 | Équipe                               | Temps                                |
| ------------------------------------ | ------------------------------------ | ------------------------------------ | ------------------------------------ | ------------------------------------ |
| 1er                                  | Andy Schleck                         | LUX                                  | Team Saxo Bank                       | en 45 h 35 min 41 s                  |
| 2e                                   | Robert Gesink                        | NED                                  | Rabobank                             | + 4 min 22 s                         |
| 3e                                   | Roman Kreuziger                      | CZE                                  | Liquigas-Doimo                       | + 5 min 11 s                         |
| modifier                             |                                      |                                      |                                      |                                      |

### Classement par équipes
| Classement par équipes | Classement par équipes | Classement par équipes | Classement par équipes |
|                        | Équipe                 | Pays                   | Temps                  |
| ---------------------- | ---------------------- | ---------------------- | ---------------------- |
| 1re                    | Caisse d'Épargne       | Espagne                | en 131 h 5 min 36 s    |
| 2e                     | Team RadioShack        | États-Unis             | + 31 s                 |
| 3e                     | Astana                 | Kazakhstan             | + 35 s                 |
| modifier               |                        |                        |                        |

## Abandons
- Markus Eibegger (Footon-Servetto) : abandon
- Fabio Felline (Footon-Servetto) : non-partant
- Roger Kluge (Team Milram) : non-partant
- Vladimir Karpets (Team Katusha)  : non-partant
- Simon Gerrans (Team Sky) : non-partant